# Nisreen Faour
Nisreen Faour (en arabe : نسرين فاعور), née à Tarshiha en Israël le 2 août 1972, est une actrice palestinienne.

## Biographie
Née en Israël, Nisreen Faour émigre aux États-Unis à l'âge de seize ans afin d'étudier le théâtre.
Elle étudie la mise en scène théâtrale à l'université de Haïfa. Elle est apparue dans des films comme In the Eighth Month réalisé par Ali Nassar et Jamr Alhikaya. À la télévision, elle a joué dans Family Deluxe et Mishwar Al-Joma.
En 2009, elle a interprété le rôle de Muna Farah, une palestinienne ayant immigré aux États-Unis dans le film indépendant Amerrika, film bien côté par nombre de critiques de cinéma.

## Filmographie
- 2009 : Amerrika
- 2014 : The Savior : Herodia
- 2014 : Villa Touma : Juliette Touma
- 2014 : Eyes of a Thief : Duniya

## Prix et récompenses
- 2009 : Festival international du film de Dubaï : meilleure actrice pour Amerrika[1]